# Florian Maurice
Florian Maurice (Sainte-Foy-lès-Lyon, Francia, 20 de enero de 1974) es un exfutbolista francés, se desempeñaba como delantero y disputó toda su carrera deportiva en Francia salvo una breve estancia en el Celta de Vigo.

## Clubes
| Club                  | País    | Año       | Partidos | Goles |
| Olympique de Lyon     | Francia | 1991-1997 | 126      | 44    |
| Paris Saint-Germain   | Francia | 1997-1998 | 29       | 7     |
| Olympique de Marsella | Francia | 1998-2001 | 62       | 23    |
| RC Celta de Vigo      | España  | 2001-2002 | 11       | 2     |
| SC Bastia             | Francia | 2002-2004 | 73       | 18    |
| FC Istres             | Francia | 2004-2005 | 14       | 0     |
| LB Châteauroux        | Francia | 2005      | 10       | 1     |

## Palmarés
Olympique de Marsella
- Copa de Francia: 1998
- Copa de la Liga de Francia: 1998

- Datos: Q934848
- Multimedia: Florian Maurice / Q934848